# Europeiska unionens byrå för utbildning av tjänstemän inom brottsbekämpning
Europeiska unionens byrå för utbildning av tjänstemän inom brottsbekämpning (förkortad Cepol, av franskans Collège européen de police för det tidigare namnet Europeiska polisakademin) är ett nätverk för de olika polisskolorna i Europeiska unionens medlemsstater. Den inrättades 1 januari 2001 och blev 2005 en EU-myndighet genom rådets beslut 2005/681/RIF. Cepol har sitt säte i Budapest i Ungern. Åren 2001-2014 låg dess säte i Bramshill i Storbritannien.
Cepol arrangerar varje år ett hundratal kurser för högre polistjänstemän. Syftet är att förstärka samarbetet mellan de nationella utbildningsinstituten för brottsbekämpning, för att på så sätt främja ett gemensamt tillvägagångssätt när det gäller de viktigaste problemen med brottsbekämpning, brottsförebyggande verksamhet och upprätthållande av allmän ordning och säkerhet. Kurserna beslutas och finansieras av Cepol men genomförs av de nationella polisskolorna. Cepol:s årliga budget uppgick 2012 till 8,451 miljoner euro. Cepol leds av en direktör som utses för en fyra årsperiod. Direktörern utses av och är ansvarig inför en styrelse. Varje medlemsstat har en representant och en röst i Cepol:s styrelse. Styrelsen leds av den medlemsstat som innehar ordförandeskapet i Europeiska unionens råd och ledamöterna är vanligtvis direktörer vid nationella institut för polisutbildningar. Styrelse är ett beslutande organ som bland annat beslutar om budget och arbetsprogram.
Den rättsliga grunden för Cepol ändrades den 1 juli 2016. Samtidigt ersattes det tidigare namnet "Europeiska polisakademin" med det nuvarande "Europeiska unionens byrå för utbildning av tjänstemän inom brottsbekämpning".